# USS Du Pont (DD-152)
«Дюпон» (англ. USS Du Pont (DD-152) — військовий корабель, ескадрений міноносець типу «Вікс» військово-морських сил США за часів Другої світової війни.
«Дюпон» був закладений 2 травня 1918 року на верфі William Cramp and Sons у Філадельфії, де 22 жовтня 1918 року корабель був спущений на воду. 30 квітня 1919 року він увійшов до складу ВМС США.
Ескадрений міноносець «Дюпон» брав участь у бойових діях на морі в Другій світовій війні, діяв у складі Патруля нейтралітету, супроводжував транспортні конвої союзників в Атлантиці.
За бойові заслуги, проявлену мужність та стійкість екіпажу в боях «Дюпон» удостоєний трьох бойових зірок та нагороджений Президентською відзнакою частині.

## Історія служби
1 травня 1930 року, після тривалого перебування в резерві, «Дюпон» повернули до лав флоту. Корабель діяв уздовж східного узбережжя та в Карибському морі, виконуючи тренування та навчальні походи. Між 13 і 29 березня 1931 року есмінець супроводжував лінкор «Аризона» разом з президентом Г. Гувером на борту, під час походу відвідавши Понсе, Пуерто-Рико і Сент-Томас на Віргінських островах. Після повернення продовжив навчання з іншими кораблями флоту.
13 грудня 1943 року у Центральній Атлантиці західніше Канарських островів глибинними бомбами та торпедами «Евенджера» та «Вайлдкета» з ескортного авіаносця ВМС США «Боуг» та глибинними бомбами американських есмінців «Джордж Беджер», «Клемсон», «Осмонд Інгрем» та «Дюпон» був затоплений німецький підводний човен U-172. 13 членів екіпажу загинули, 46 врятовані.
У вересні 1944 року «Дюпон» базувався в Норфолку, коли він виконував завдання з протичовнової боротьби поблизу мису Гаттерас. Корабель потрапив у Великий атлантичний ураган 1944 року, який призвів до загибелі есмінця «Воррінгтон» і куттерів берегової охорони США CGC Bedloe (WSC-128) та CGC Jackson (WSC-142). «Дюпон» пережив ураган, але отримав значні пошкодження. Він ледве дістався Чарльстонської верфі, де встав на тривалий ремонт. Згодом «Дюпон» був перекласифікований на допоміжний корабель AG-80.